# Ellenberg (Bade-Wurtemberg)
Pour l’article homonyme, voir Ellenberg (Rhénanie-Palatinat).
Ellenberg est une commune de Bade-Wurtemberg (Allemagne), située dans l'arrondissement d'Ostalb, dans la région de Wurtemberg-de-l'Est, dans le district de Stuttgart.